# Ред-Дір
Графство Ред-Дір (англ. Red Deer County) — муніципальний район в Канаді, у провінції Альберта.

## Населення
За даними перепису 2016 року, муніципальний район нараховував 19541 жителя, показавши зростання на 6,7%, порівняно з 2011-м роком. Середня густина населення становила 4,9 осіб/км².
З офіційних мов обидвома одночасно володіли 675 жителів, тільки англійською — 18 035, тільки французькою — 5, а 75 — жодною з них. Усього 1,145 осіб вважали рідною мовою не одну з офіційних, з них 10 — одну з корінних мов, а 35 — українську.
Працездатне населення становило 72,6% усього населення, рівень безробіття — 8,6% (11,1% серед чоловіків та 5,5% серед жінок). 70,4% були найманими працівниками, 28,5% — самозайнятими.
Середній дохід на особу становив $78 648 (медіана $42 434), при цьому для чоловіків — $108 745, а для жінок $46 750 (медіани — $55 131 та $31 909 відповідно).
31% мешканців мали закінчену шкільну освіту, не мали закінченої шкільної освіти — 18,1%, 51% мали післяшкільну освіту, з яких 21,2% мали диплом бакалавра, або вищий, 30 осіб мали вчений ступінь.
| Статево-вікова структура населення | Статево-вікова структура населення | Статево-вікова структура населення | Статево-вікова структура населення | Статево-вікова структура населення |
| ---------------------------------- | ---------------------------------- | ---------------------------------- | ---------------------------------- | ---------------------------------- |
|                                    |                                    |                                    |                                    |                                    |
| Всього                             | Всього                             | 52,2%47,8%                         |                                    |                                    |
| 0 — 14 років                       | 0 — 14 років                       |                                    | 17%                                | 17%                                |
| 15 — 64 років                      | 15 — 64 років                      |                                    | 68,9%                              | 68,9%                              |
| 65 і більше                        | 65 і більше                        |                                    | 14,1%                              | 14,1%                              |
| 85 і більше                        | 85 і більше                        |                                    | 0,9%                               | 0,9%                               |
| Середній вік (років)               | Середній вік (років)               | 40,840,9                           | 40,9                               | 40,9                               |
| Медіана (років)                    | Медіана (років)                    | 42,743,4                           | 43,0                               | 43,0                               |
| — чоловіки — жінки                 |                                    |                                    |                                    |                                    |

| Походження мешканців:     | Походження мешканців:     | Походження мешканців: | Походження мешканців: | Походження мешканців: |
| ------------------------- | ------------------------- | --------------------- | --------------------- | --------------------- |
| Походження                |                           |                       | осіб                  | %                     |
| Корінні американці        | Корінні американці        |                       | 1 095                 | 5.96%                 |
| Інше північноамериканське | Інше північноамериканське |                       | 5 825                 | 31.69%                |
| Європейське               | Європейське               |                       | 15 345                | 83.49%                |
| британське                | британське                |                       | 10 505                | 57.15%                |
| французьке                | французьке                |                       | 1 660                 | 9.03%                 |
| українське                | українське                |                       | 1 575                 | 8.57%                 |
| Карибське                 | Карибське                 |                       | 65                    | 0.35%                 |
| Латинськоамериканське     | Латинськоамериканське     |                       | 110                   | 0.6%                  |
| Африканське               | Африканське               |                       | 105                   | 0.57%                 |
| Азійське                  | Азійське                  |                       | 205                   | 1.12%                 |
| Океанійське               | Океанійське               |                       | 80                    | 0.44%                 |

| Зайнятість населення за галузями (за класифікацією NOC): | Зайнятість населення за галузями (за класифікацією NOC): | Зайнятість населення за галузями (за класифікацією NOC): | Зайнятість населення за галузями (за класифікацією NOC): | Зайнятість населення за галузями (за класифікацією NOC): |
| -------------------------------------------------------- | -------------------------------------------------------- | -------------------------------------------------------- | -------------------------------------------------------- | -------------------------------------------------------- |
|                                                          |                                                          |                                                          |                                                          |                                                          |
| Управління                                               | Управління                                               |                                                          | 20,2%                                                    | 20,2%                                                    |
| Бізнес, фінанси та адміністрування                       | Бізнес, фінанси та адміністрування                       |                                                          | 13,8%                                                    | 13,8%                                                    |
| Природничі та прикладні науки                            | Природничі та прикладні науки                            |                                                          | 3,8%                                                     | 3,8%                                                     |
| Охорона здоров'я                                         | Охорона здоров'я                                         |                                                          | 5,7%                                                     | 5,7%                                                     |
| Освіта, правозахист, муніципальні та урядові служби      | Освіта, правозахист, муніципальні та урядові служби      |                                                          | 7,2%                                                     | 7,2%                                                     |
| Мистецтво, культура, відпочинок та спорт                 | Мистецтво, культура, відпочинок та спорт                 |                                                          | 1,6%                                                     | 1,6%                                                     |
| Роздрібна торгівля та послуги                            | Роздрібна торгівля та послуги                            |                                                          | 15,1%                                                    | 15,1%                                                    |
| Гуртова торгівля, транспорт та обладнання                | Гуртова торгівля, транспорт та обладнання                |                                                          | 20,2%                                                    | 20,2%                                                    |
| Природні ресурси, сільське господарство                  | Природні ресурси, сільське господарство                  |                                                          | 9,4%                                                     | 9,4%                                                     |
| Виробництво                                              | Виробництво                                              |                                                          | 3%                                                       | 3%                                                       |

## Населені пункти
До складу муніципального району входять місто Ред-Дір (Альберта), містечка Іннісфейл, Силвен-Лейк, Бовден, Пенголд, села Ельнора, Делберн, літні села Джарвіс-Бей, Норгленвольд, а також хутори, інші малі населені пункти та розосереджені поселення.

## Клімат
Середня річна температура становить 3,2°C, середня максимальна – 22°C, а середня мінімальна – -18,5°C. Середня річна кількість опадів – 465 мм.
| Клімат поселення                              | Клімат поселення | Клімат поселення | Клімат поселення | Клімат поселення | Клімат поселення | Клімат поселення | Клімат поселення | Клімат поселення | Клімат поселення | Клімат поселення | Клімат поселення | Клімат поселення | Клімат поселення |
| Показник                                      | Січ.             | Лют.             | Бер.             | Квіт.            | Трав.            | Черв.            | Лип.             | Серп.            | Вер.             | Жовт.            | Лист.            | Груд.            |                  |
| Середній максимум, °C                         | −6,07            | −2,54            | 2,65             | 10,45            | 16,44            | 20,49            | 22,04            | 21,38            | 16,07            | 10,57            | 1,63             | −4,38            |                  |
| Середня температура, °C                       | −12,28           | −8,76            | −3,58            | 4,22             | 10,20            | 14,26            | 16,52            | 15,87            | 10,57            | 5,05             | −3,87            | −9,9             |                  |
| Середній мінімум, °C                          | −18,51           | −14,99           | −9,8             | −2,01            | 3,98             | 8,03             | 11,02            | 10,35            | 5,05             | −0,46            | −9,39            | −15,41           |                  |
| Норма опадів, мм                              | 18               | 13               | 17               | 22               | 53               | 86               | 88               | 68               | 52               | 19               | 13               | 16               |                  |
| Середньомісячна швидкість вітру, м/с          | 3.30             | 3.30             | 3.50             | 3.80             | 3.80             | 3.50             | 3.10             | 3.00             | 3.22             | 3.50             | 3.47             | 3.40             |                  |
| Середньомісячна сонячна радіація, кДж/м²·день | 3860             | 7320             | 12305            | 17234            | 20683            | 21846            | 22554            | 19113            | 13197            | 7952             | 4100             | 2973             |                  |
| --------------------------------------------- | ---------------- | ---------------- | ---------------- | ---------------- | ---------------- | ---------------- | ---------------- | ---------------- | ---------------- | ---------------- | ---------------- | ---------------- | ---------------- |
| Джерело:                                      |                  |                  |                  |                  |                  |                  |                  |                  |                  |                  |                  |                  |                  |